# Kinh tế thế giới
Kinh tế thế giới là toàn bộ quá trình hoạt động của các nền kinh tế trong khối kinh tế chung toàn cầu, đó là nền kinh tế của hơn 190 nước (194 nước chính thức được công nhận) với toàn bộ các hoạt động kinh tế của gần 7 tỉ người (2009) đang sinh sống. Kinh tế thế giới có liên quan chặt chẽ đến nhiều lĩnh vực, nhiều vấn đề về chính trị, xã hội toàn cầu như môi trường, khí hậu, địa lý, dân số, sự gia tăng dân số...nên việc nghiên cứu về kinh tế của thế giới phải có sự tính toán đến các vấn đề trên.

## Phương pháp đánh giá
Kinh tế thế giới được định lượng theo các cách khác nhau, tùy theo cách định lượng mà có thể hình dung khối lượng giá trị được tạo ra trên toàn thế giới trong một thời hạn nhất định là bao nhiêu (ví dụ theo Đô la Hoa Kỳ). Kinh tế thế giới không thể tách rời với địa lý và sinh thái của Trái Đất, do đó khi xác định "kinh tế thế giới" có rất nhiều cách khác nhau, các yếu tố đều phải được tính đến, loại trừ một vài nguồn tài nguyên ở ngoài Trái Đất. Ví dụ, việc khai thác các nguồn tài nguyên trên sao hỏa trong tương lai có thể không được tính vào như là một phần của kinh tế thế giới.
Để giới hạn vấn đề, kinh tế thế giới chỉ tính riêng cho các hoạt động kinh tế của con người trên Trái Đất, và kinh tế thế giới được đo bằng tiền, ngay cả trong trường hợp này vẫn có những nơi, lĩnh vực, không phải là kinh tế thị trường để có thể đánh giá một cách tương đối chính xác giá trị hàng hóa hay dịch vụ, hoặc có những trường hợp lại thiếu sự nghiên cứu độc lập của các hoạt động của chính phủ, do vậy việc có được các số liệu là rất khó khăn. Một ví dụ điển hình là buôn bán thuốc phiện bất hợp pháp và tệ nạn mại dâm, những thứ này xét theo bất kỳ tiêu chuẩn nào cũng đều là một phần của kinh tế thế giới.
Tuy ngay trong những trường hợp nền kinh tế thị trường đầy đủ có thể xác định giá trị thành tiền thì các nhà kinh tế cũng không sử dụng tiền tệ ở nơi đó hay tỷ giá trao đổi chính thức để chuyển khối lượng giá trị ở nơi đó một cách đơn lẻ thành lượng tiền của loại tiền phổ biến nào đó trên thế giới, rồi cộng chung với nền kinh tế thế giới được, bởi vì tỷ giá trao đổi không phản ánh đúng giá trị của đồng tiền đó trên phạm vi toàn thế giới, ví dụ ở những nơi mà tiền tệ trong giao dịch hoàn toàn bị điều chỉnh bởi chính phủ sẽ không phản ánh một cách thỏa đáng giá trị của nó. Một phương pháp chính xác hơn là dùng ý tưởng sức mua tương đương. Đây là phương pháp tốn kém nhưng được sử dụng để đánh giá các hoạt động kinh tế trên phạm vi toàn thế giới và hiện nay được tính theo một đơn vị chuẩn là Đô la Mỹ.

## Tổng quan về kinh tế thế giới

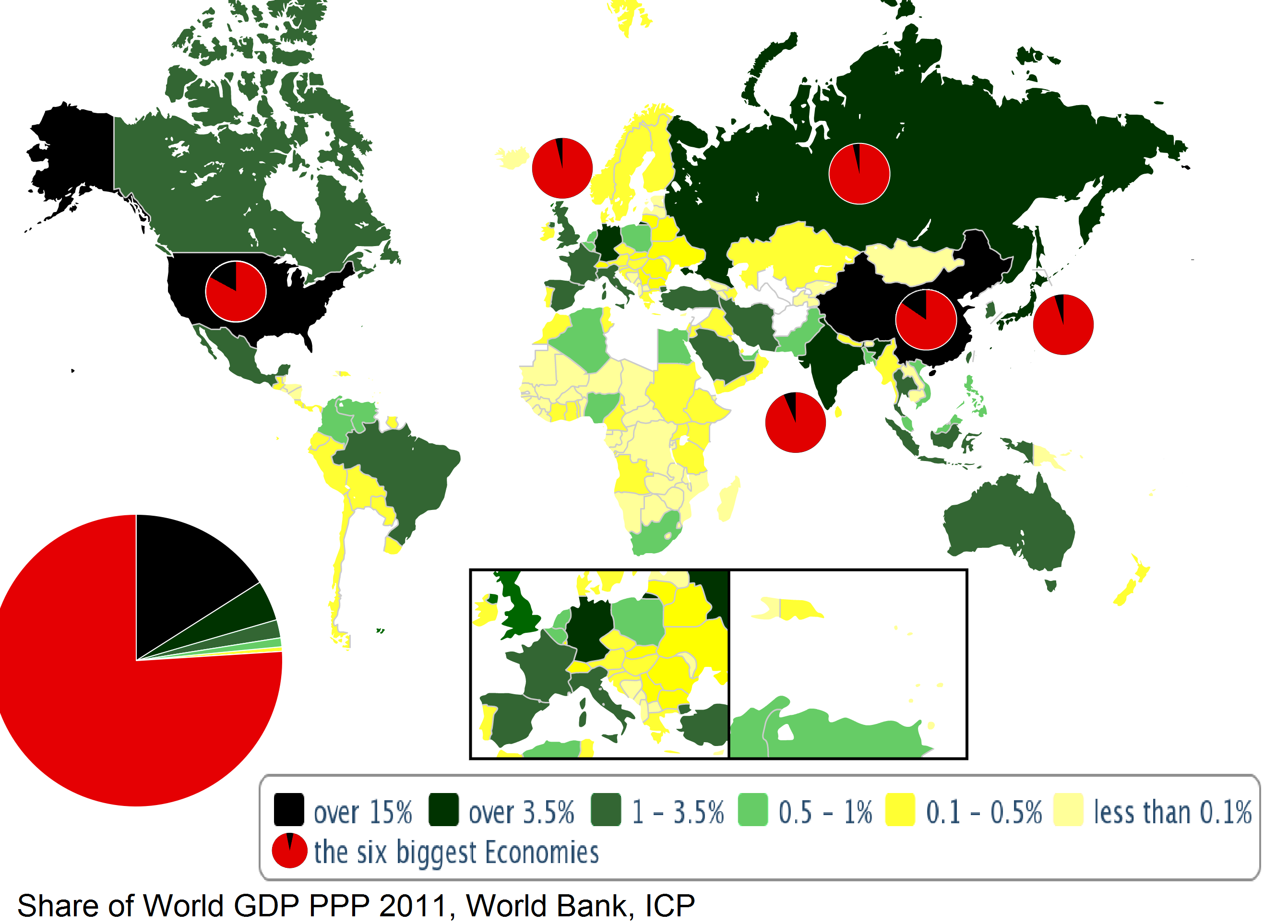
Biểu đồ GDP (PPP) của thế giới năm 2011

### 2005–2006
Năm 2005, tổng sản phẩm thế giới (GWP) tăng lên 4,6%, dẫn đầu là Trung Quốc (9,3%), Ấn Độ (7,6%), Nga (5,9%). Kết quả tăng trưởng này có được chủ yếu là do sự tăng trưởng của các nền kinh tế lớn như Trung Quốc, Nga, Ấn Độ, Đức và đặc biệt là Hoa Kỳ với sự tăng trưởng mạnh trở lại (3,5%). Các nước đang phát triển có kết quả tăng trưởng khác nhau, một vài nước còn phải đương đầu với việc gia tăng dân số, sụt giảm tăng trưởng và chậm phát triển kinh tế.

### Năm 2007
Năm 2007, Tổng sản phẩm thế giới (GWP) là 46.770 tỉ USD, tính theo sức mua tương đương là 65.960 tỉ USD. Bắc Mỹ, Tây Âu, Đông - Bắc Á chiếm trên 3/4 GWP toàn cầu. GDP bình quân đầu người là 6.600 USD, tính theo sức mua tương đương là 10.200 USD. Nông nghiệp 4%, công nghiệp 32%, dịch vụ 64%. Lực lượng lao động 3 tỉ người, 40,9% làm nông nghiệp, 20,6% trong công nghiệp và 38,5% về dịch vụ.
Tổng giá trị xuất khẩu là 12.030 tỉ USD, tổng giá trị nhập khẩu là 11.950 tỉ USD.

### Năm 2010
Năm 2009 là lúc mà tổng sản lượng thường niên của thế giới lần đầu tiên bị tụt giảm kể từ thời đại suy thoái hồi thập niên 1930.
Bởi vậy, năm 2010 vẫn có thể phần nào được coi là thành công, vì dẫu sao thì thế giới cũng đã tăng trưởng trở lại.
Trung Quốc trong năm qua, tình trạng thặng dư thương mại ghê gớm tiếp tục. Hệ thống tiền tệ cứng nhắc của Trung Quốc hầu như không có gì thay đổi. Với Hoa Kỳ thì mức thâm thủng thương mại khổng lồ với Trung Quốc vẫn chưa được cải thiện.
Nhiều người coi đây là lý do khiến nước Mỹ bị mất đi rất nhiều công ăn việc làm trong lĩnh vực sản xuất, và tỷ lệ thất nghiệp ở Mỹ hiện vẫn đang ở mức gần 10%.

## Các số liệu thống kê

### Kinh tế
GDP (GWP) (Tổng sản phẩm thế giới): (theo sức mua tương đương) - 59.380 tỉ USD (ước tính năm 2005), 51.480 tỉ USD (2004), 49.000 tỉ USD (2002)
GDP (GWP) (Tổng sản phẩm thế giới) (IMF 179 nước ): (theo tỷ giá trao đổi thị trường) - 43.9200 tỉ (2005), 40.120 tỉ dollar (2004), 32.370 tỉ dollar (2002)
Tốc độ tăng trưởng GDP thực tế: 4,3% (năm 2005), 3,8% (2003), 2,7% (2001)
GDP - trên đầu người: theo sức mua tương đương - 9.300 USD (năm 2005), 8.200 USD (92) (2003), 7.900 USD (2002)
GDP - Theo các ngành:
nông nghiệp: 4%
công nghiệp: 32%
dịch vụ: 64% (ước tính năm 2004)
Tỉ lệ lạm phát:
Các nước phát triển: 1% đến 4%; Các nước đang phát triển: 5% đến 60%; lạm phát cao ở một số nước thế giới thứ ba (2003)
Nợ toàn cầu: 5.187 tỉ dollar (2004), 4.938 tỉ dollar (2003), 3.938 tỉ dollar (2002) (Thomson Financial League Tables)
Derivatives outstanding notional amount: $273 trillion (end of tháng 6 năm 2004), $84 trillion (end-tháng 6 năm 1998) ()
Vốn cổ phiếu: 505 tỉ dollar (2004), 388 tỉ dollar (2003), 319 tỉ dollar (2002) (Thomson Financial League Tables)

### Công nghiệp
Công nghiệp:
Thống trị bởi sự phát triển của công nghệ, đặc biệt trong lĩnh vực máy tính, robotics, viễn thông, dược phẩm và các trang thiết bị y tế; hầu hết từ các nước của OECD; chỉ một tỉ lệ nhỏ của những nước không thuộc OECD có được thành công bằng việc điều chỉnh sắp xếp lại nhanh chóng các lực lượng công nghệ này; Gia tăng nhanh chóng việc sử dụng các công nghệ sản xuất mới làm phức tạp thêm vấn đề môi trường.
Tốc độ tăng trưởng sản phẩm công nghiệp:
3% (ước tính năm 2002)

### Năng lượng
Sản lượng điện sản xuất mỗi năm:
15.850.000 GWh (ước tính năm 2003), 14.850.000 GWh (ước tính năm 2001)
Lượng điện tiêu thụ hàng năm:
14.280.000 GWh (ước tính năm 2003), 13.930.000 GWh (ước tính năm 2001)
Lương Dầu sản xuất:
79,650 triệu bbl/ngày (ước tính năm 2003), 75,460 triệu thùng/ngày (12.000.000 m³/ngày) (2001)
Lượng dầu tiêu thụ:
80,1 triệu bbl/ngày (ước tính năm 2003), 76,21 triệu thùng/ngày (12.120.000 m³/d) (2001)
Lượng dầu dự trữ:
1.025 tỉ thùng (163 km³) (ước tính năm 2001)
Sản xuất Gas tự nhiên:
2.569 km³ (ước tính năm 2001)
Tiêu thụ Gas tự nhiên
2.556 km³ (ước tính năm 2001)
Lượng gas dự trữ: 161.200 km³ (1 tháng 1 năm 2002)